# Асомов, Обид Агзамович
Оби́д Агзамович Асо́мов (узб. Obid Agzamovich Asomov; 22 октября 1963, Ташкент — 14 декабря 2018, Ташкент) — узбекский актёр-комик. Участник юмористической телепередачи «Кривое зеркало», выходившей на канале «Россия». Заслуженный артист Республики Узбекистан (1996).

## Биография
Учился в Художественном училище им. Бенькова, окончил с отличием. На следующий год Обид поступил на художественное отделение Ташкентского театрального института, которое так и не окончил.
Во время обучения Обид работал тамадой, давал юмористические концерты в домах культуры и клубах. Однажды на одном из его концертов побывал режиссер Латиф Файзиев, работавший в то время над советско-индийской картиной «По закону джунглей». После съемок дебютной кинокартины посыпались предложения от других режиссеров, а с приходом популярности начались бесконечные гастроли по Узбекистану.
В 2000 году Фаррух Закиров пригласил Обида поработать ведущим во время гастролей по Германии группы «Ялла». 29 городов Германии от Франкфурта до Гамбурга юморист-ведущий посетил в течение месяца.
В конце 2000-х годов известный юморист Евгений Петросян предложил Обиду Асомову вместе выступать на сцене. Актёр с тех пор выступал в телешоу «Кривое зеркало».
24 мая 2018 года назначен директором ГУП «Мультипликацион фильмлар студияси» (Студия мультипликационных фильмов) при киностудии Узбекфильм.
11 декабря 2018 года, Обид Асомов был госпитализирован в 1-ю клиническую больницу с диагнозом: «Ишемическая болезнь сердца, острый приступ, аритмический шок». Несмотря на оказанную медицинскую помощь, актер скончался на 56-м году жизни в больнице в 17:30, 14 декабря 2018 года.
15 декабря похоронен на кладбище Камалан. Проститься с артистом пришли сотни жителей Ташкента.

## Фильмография
- 1989 — Шерали и Ойбарчин
- 1990 — Бу нима бу, или хара-кири против Кинг-Конга
- 1990 — Гончар и горшок — Хусан, плут и обманщик
- 1991 — Железный мужчина  (Темир эркак) — сослуживец
- 1991 — Камми — конферансье
- 1991 — По закону джунглей (СССР-Индия) — директор цирка
- 1992 — Алиф Лейла
- 1998 — Очаровательная малышка с золотым сердцем
- 2000 — Алпомыш
- 2000 — Тахир и Зухра (новая версия)
- 2001 — Горе-злосчастье
- 2003 — Великан и коротышка — Зульфикар
- 2008 — Приключения в стране Чатранга
- 2009 —  Этот безумный, безумный, безумный фильм — Шеф
- 2011 — Новые приключения Аладдина — турист-японец

## Семья
Был женат. Имел четырёх детей. Старший брат Сабит Асомов также был актёром, юмористом и комиком. Вместе они нередко выступали и снимались в кино.

## Награды
- Орден «За бескорыстную службу» (2021, посмертно)[3]
- Заслуженный артист Республики Узбекистан (1996)[4]